# Hélicoptère d'attaque

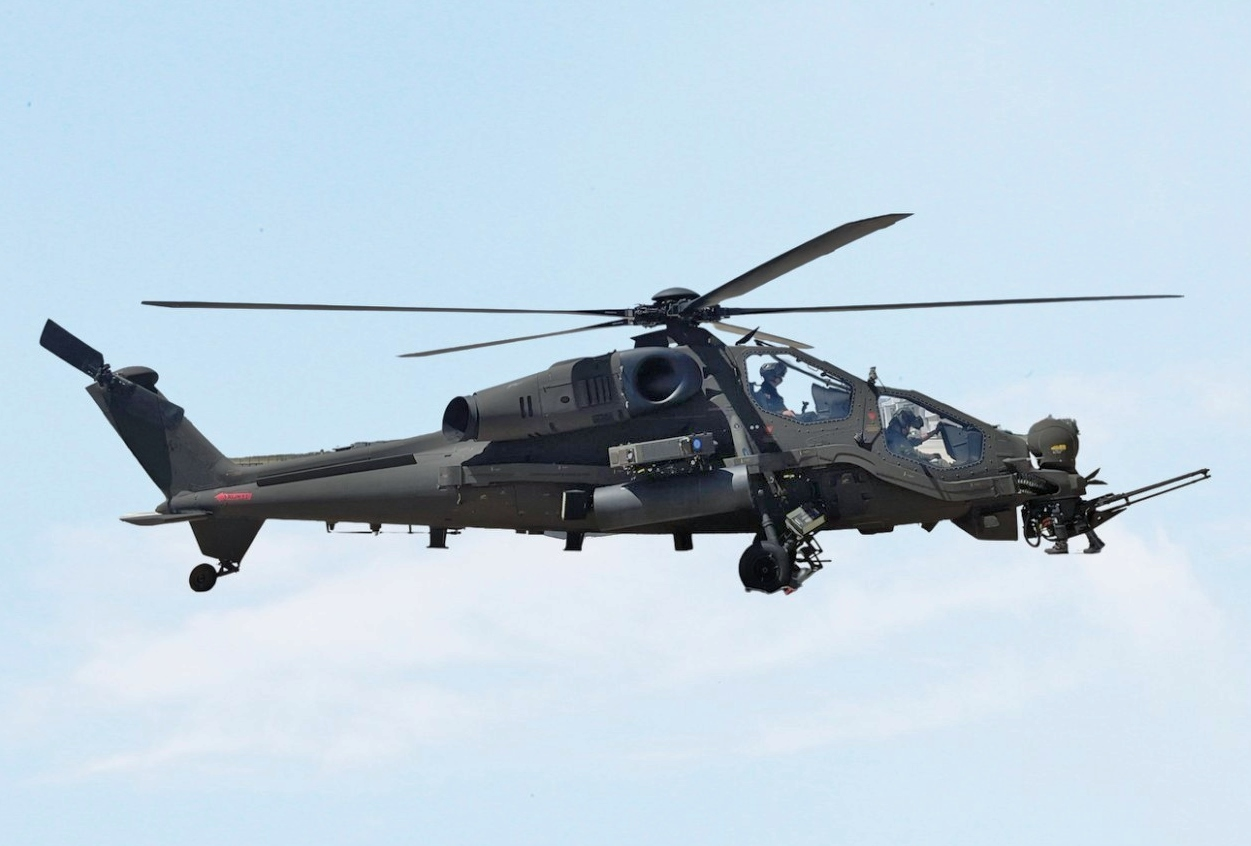
Le T-129 ATAK de l’armée de l’air philippine.

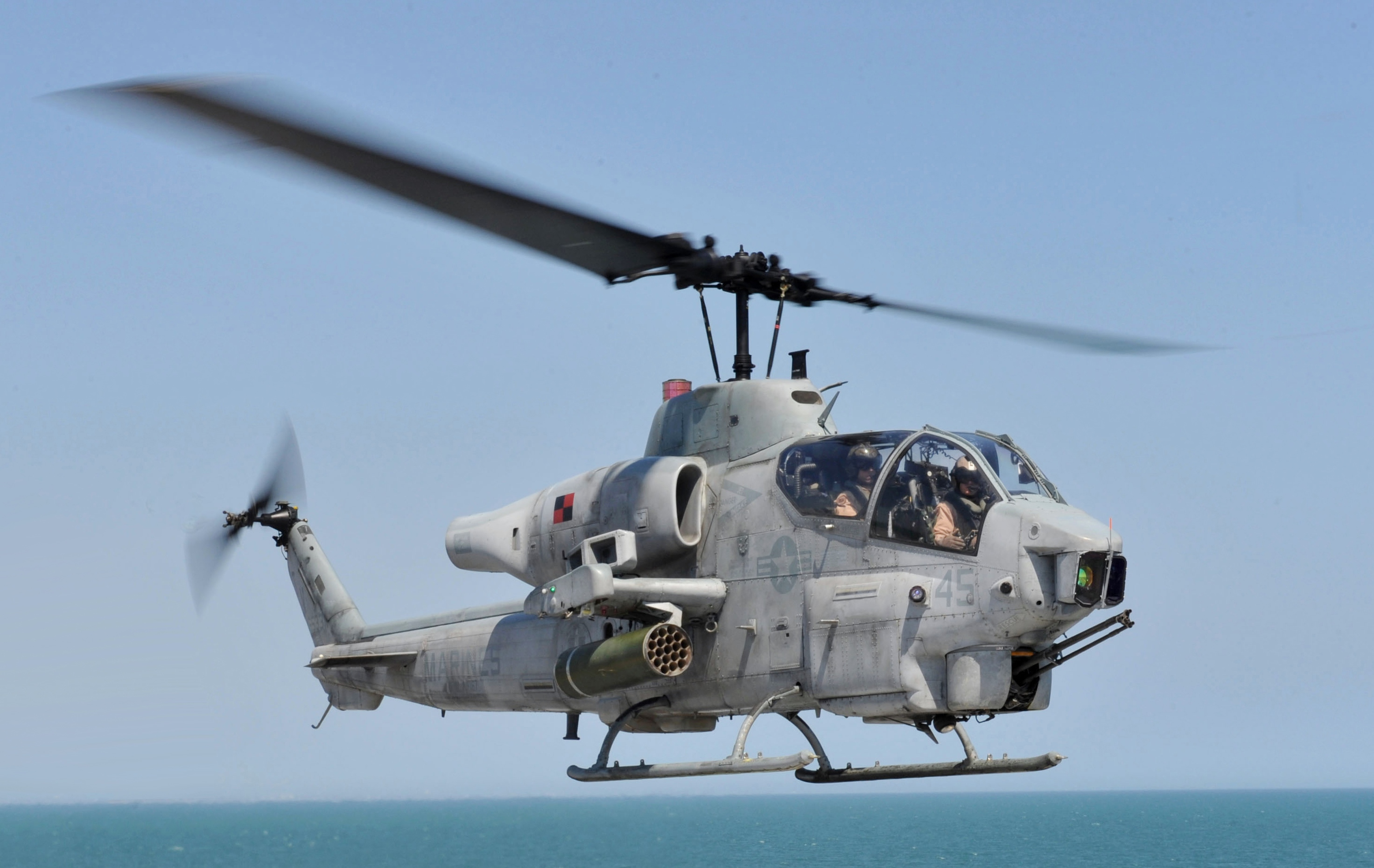
L'AH-1W de la Marines.

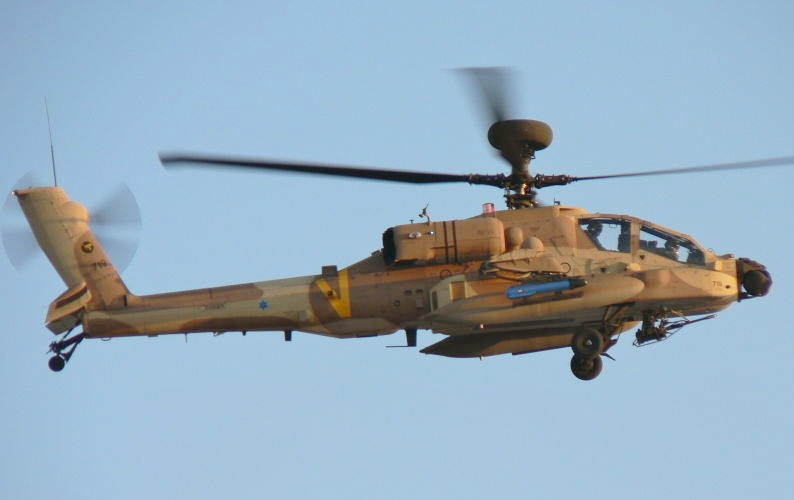
L'AH-64 Apache de Tsahal.

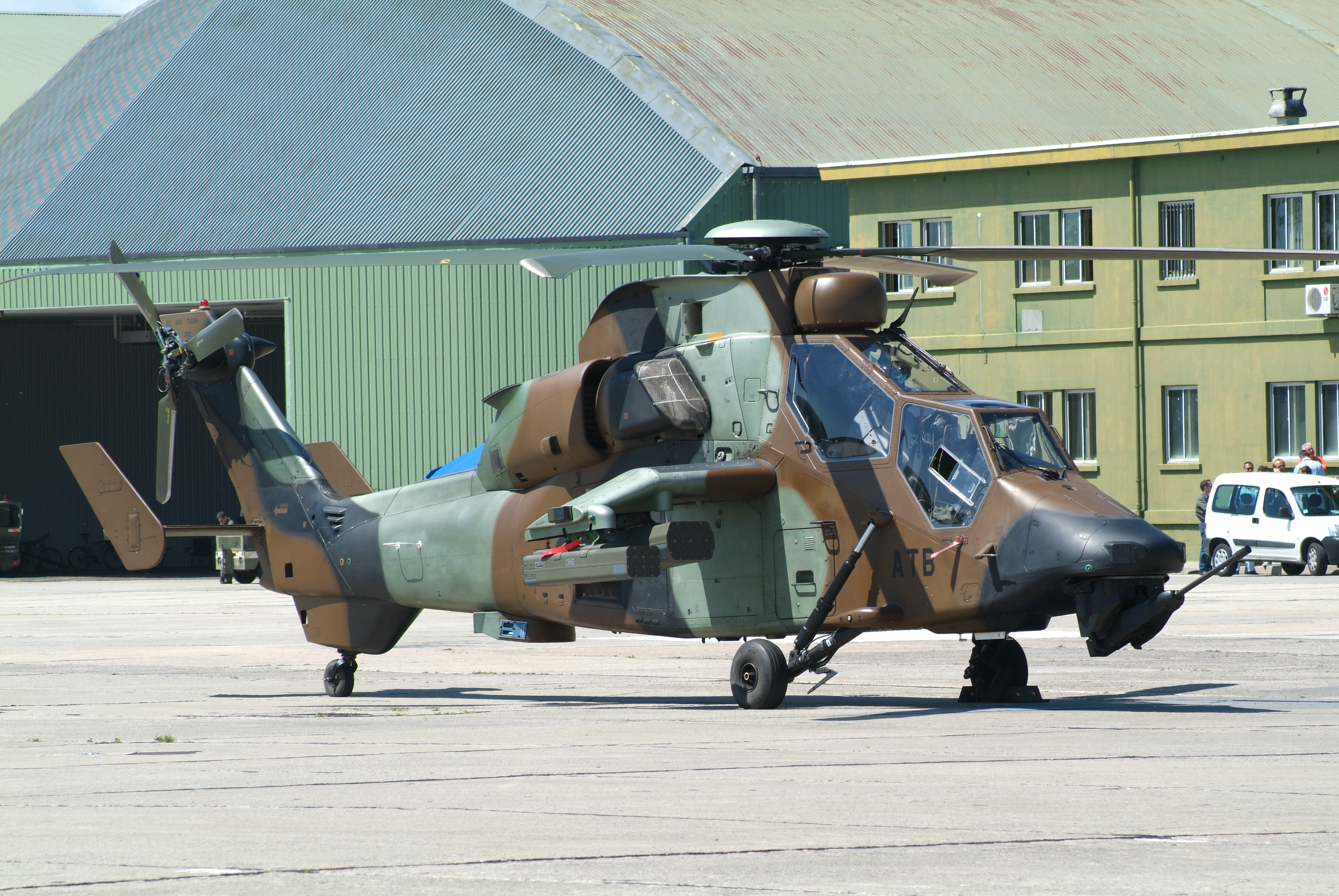
Un Eurocopter EC665 Tigre de l'aviation légère de l'armée de terre française.

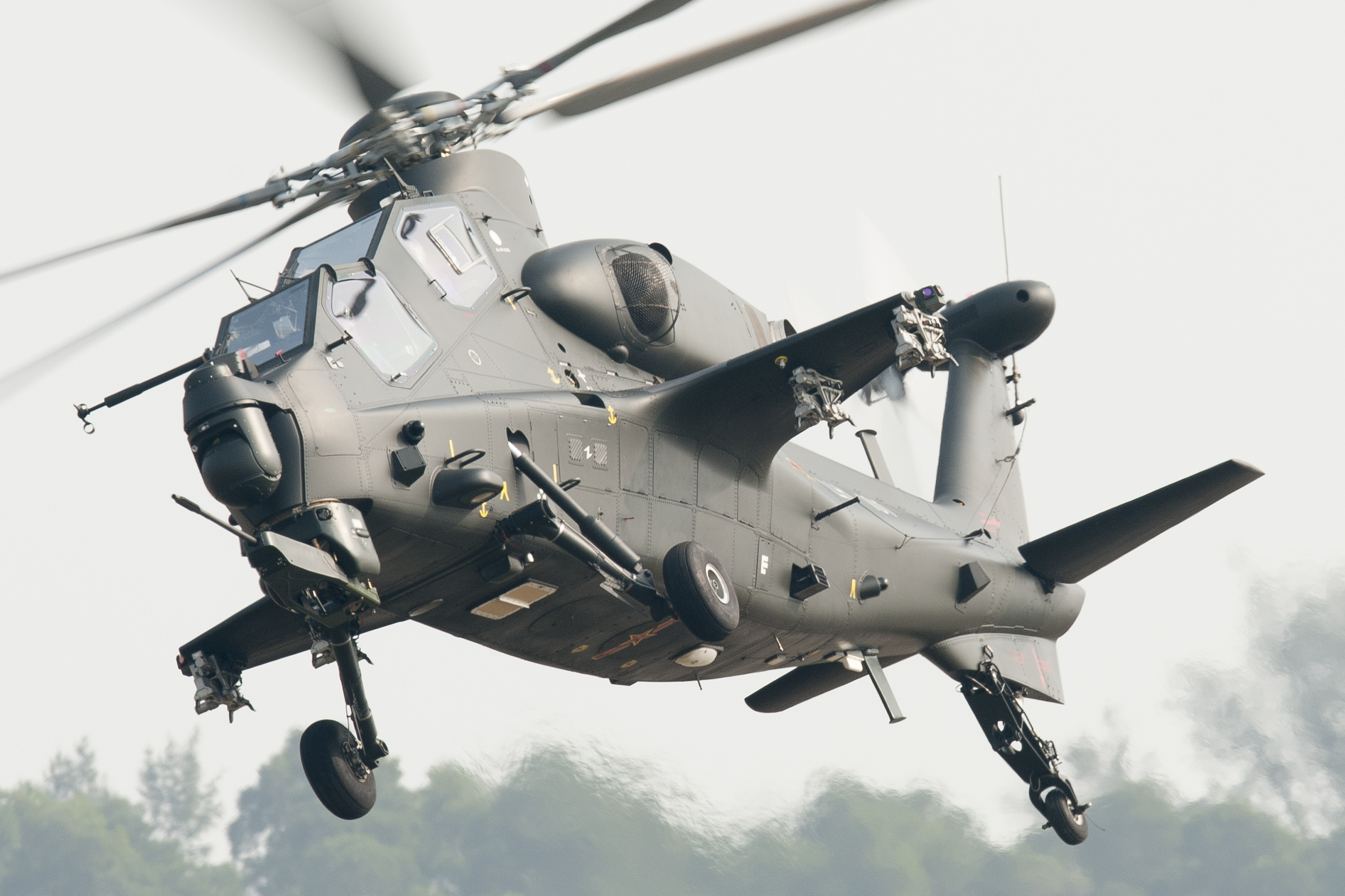
Un hélicoptère d'attaque CAIC WZ-10, le premier véritable engin de cette catégorie en service en Chine depuis 2003.

Un hélicoptère d'attaque ou hélicoptère de combat est un hélicoptère militaire conçu pour attaquer des cibles au sol, notamment des unités d'infanterie, des véhicules blindés et des bâtiments. Il est généralement équipé de mitrailleuses, de roquettes et de missiles air-sol. Il est parfois aussi muni de missiles air-air, surtout dans une optique d'autodéfense.
Les hélicoptères d'attaque sont principalement utilisés pour deux types de mission : l'appui aérien rapproché et les actions antichar, afin de détruire des escadrons de véhicules blindés. Ils sont parfois aussi appelés pour protéger des hélicoptères plus légers lors de missions de reconnaissance.

## Histoire et développement
Dans le milieu des années 1960, l'armée américaine, après avoir entre autres étudié les résultats des hélicoptères armés de l'armée française durant la guerre d'Algérie a conclu que l'hélicoptère d'attaque spécialement conçu, plus rapide et doté d'une meilleure puissance de feu que les de transport légers, multirôles et de reconnaissance armés, était nécessaire face au feu de plus en plus violent venant du sol, souvent des mitrailleuses lourdes et des roquettes antichar aux mains des Viet Cong et des troupes de l'APV. Sur la base de ce constat et en raison de l'implication croissante dans la guerre du Vietnam, l'armée américaine a élaboré le cahier des charges d'un hélicoptère d'attaque dédié, le Système d'Appui-Feu Aérien Évolué (Advanced Aerial Fire-support System). L'aéronef sélectionné pour ce programme en 1965 fut le Lockheed AH-56 Cheyenne.
Mais bien que l'armée ait débuté l'acquisition d'un hélicoptère d'attaque dédié, des options ont été recherchées pour améliorer les performances des aéronefs existants, tels que l'UH-1B/C. À la fin de 1965, un panel d'officiers supérieurs a été choisi pour évaluer les versions prototypes de plusieurs hélicoptères d'attaque armés afin de déterminer lequel proposait la plus forte augmentation en termes capacité par rapport à l'UH-1B. Les trois hélicoptères qui furent retenus furent le Sikorsky S-61, le Kaman H-2 Tomahawk et le Bell AH-1 Cobra. Ils ont participé à des essais en vol organisés par l'Army's Aviation Test Activity. À l'issue des évaluations, la Test Activity recommanda l'hélicoptère armé HueyCobra de Bell comme solution intermédiaire jusqu'à la mise en service du Cheyenne. Le 13 avril 1966, l'United States Army décerna à Bell Helicopter Company un contrat de production pour le 110 AH-1G Cobra. Le Cobra avait une disposition des sièges du cockpit en tandem, contrairement au UH-1 dont les sièges étaient côte à côte, pour rendre l'aéronef moins vulnérable aux tirs ennemis. Il avait aussi un meilleur blindage et était plus rapide.
En 1967, le premier AH-1G fut déployé au Vietnam, au moment où le Cheyenne réalisait son premier vol. Et pendant que le programme Cheyenne subissait des revers en raison de problèmes techniques, le Cobra parvint à s'imposer comme système d'armes aérien efficace, malgré ses performances inférieures à celles de l'AH-56 et des problèmes de conception. En 1972, lorsque le programme Cheyenne fut finalement annulé pour faire place à l'hélicoptère d'attaque évolué (AAH), l'intérimaire Snake s'était bâti une solide réputation d'hélicoptère de combat.
Après le Vietnam, et surtout dans les années 1990, l'hélicoptère d'attaque armé de missiles est devenu une arme antichar primaire. Capable de se déplacer rapidement sur le champ de bataille, l'hélicoptère de combat est présenté comme une menace majeure, même avec la présence des défenses aériennes organiques. L'hélicoptère de combat est devenu un outil majeur tant pour l'armée américaine que pour ses homologues du pacte de Varsovie dans la guerre des blindés ; La plupart des hélicoptères d'attaque furent optimisés pour les missions antichar. Cependant, les hélicoptères soviétiques conservèrent la capacité de transport de troupe plutôt que d'être uniquement concentrés sur le combat et l'attaque au sol.
Alors que les hélicoptères ont été efficaces comme « tueurs de chars » au Moyen-Orient, les hélicoptères d'attaque sont vus dans un rôle plus multifonctionnel. Des tactiques comme le « tank plinking » ont montré que les avions pouvaient être efficaces contre les chars, mais les hélicoptères restent uniques dans leur capacité à fournir à basse vitesse et basse altitude un appui aérien rapproché. D'autres hélicoptères ont été développés pour les opérations spéciales, comme le MH-6 Little Bird pour l'appui feu très rapproché.
En Europe de l'Ouest, le premier hélicoptère d'attaque dédié est l'Agusta A.129 Mangusta entré en service en 1990 dans les forces armées italiennes et jamais exporté, suivi de l’Eurocopter EC665 Tigre entré en service à partir de 2005 dans plusieurs pays.

## Hélicoptères d'attaque modernes

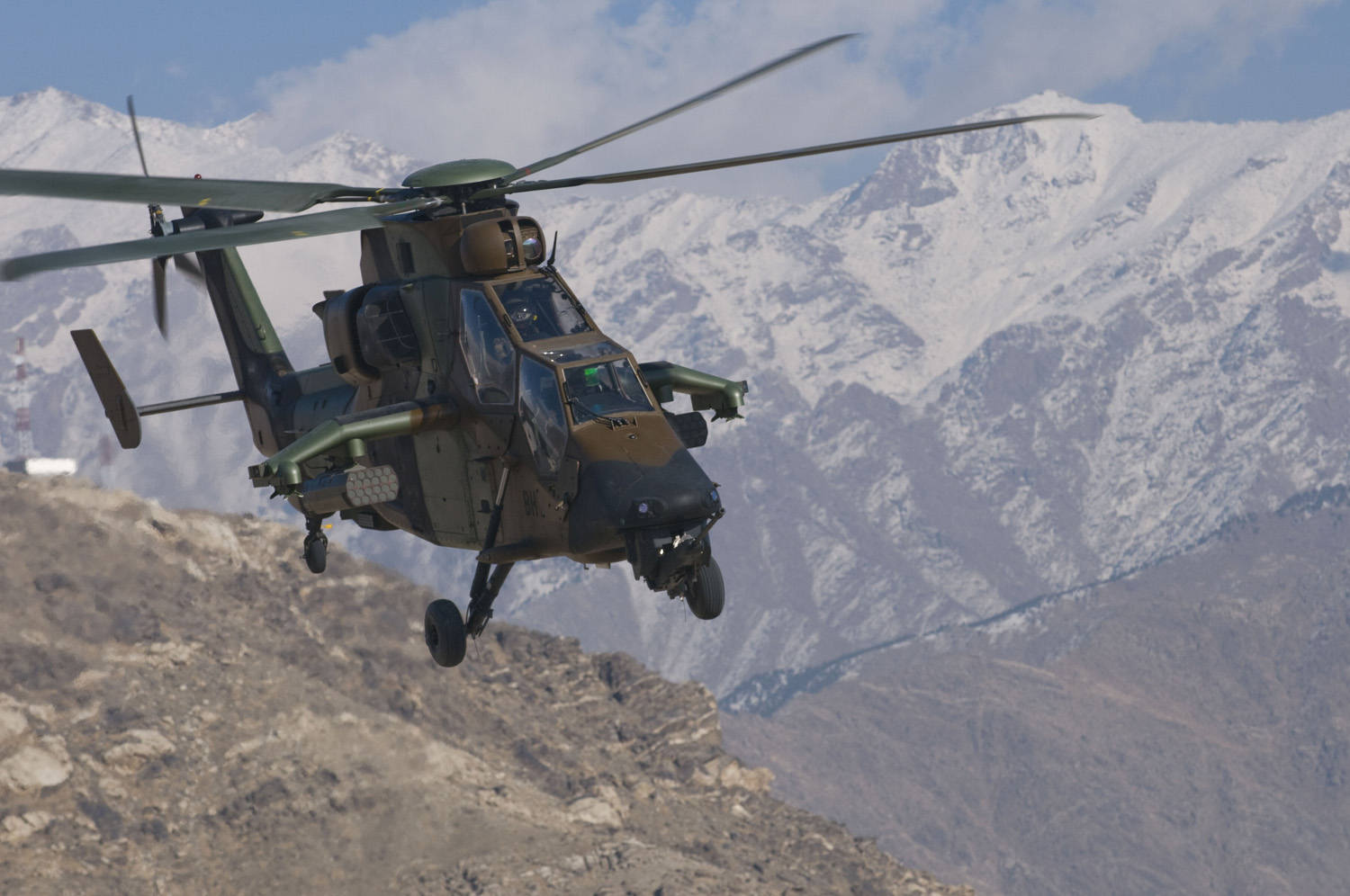
EC-665 Tigre de l'ALAT durant un exercice de tir franco-américain depuis la base opérationnelle avancée Morales-Frazier le 23 janvier 2011 en Kapisa, Afghanistan.

Durant la fin des années 1970, l'armée américaine a ressenti la nécessité de plus de sophistication dans le corps des hélicoptères d'attaque, leur permettant de fonctionner dans toutes les conditions météorologiques. C'est ainsi que le programme d'Hélicoptères d'Attaque Évolués (Advanced Attack Helicopter program) fut lancé. Le Hughes YAH-64 est sorti vainqueur de ce programme. Les forces armées soviétiques virent aussi la nécessité d'un hélicoptère plus évolué. Les responsables militaires demandèrent à Kamov et Mil de présenter des projets. Le Ka-50 a officiellement remporté la compétition, mais Mil décida de poursuivre le développement du Mi-28 qu'ils avaient initialement soumis.
Aujourd'hui, l'hélicoptère d'attaque a été affiné et le AH-64D Apache Longbow entré en service en 1997 pouis la version AH-64E Guardian qui en le principal appareil de combat du United States Army Aviation Branch expérimente de nombreuses technologies en vue d'un déploiement sur des hélicoptères de combat du début du XXIe siècle. Récemment mis à niveau, le bimoteur AH-1W Super Cobra est actuellement exploité par l'United States Marine Corps. Les Forces armées de la fédération de Russie déploient dans les années 1990/2010 quelques dizaines de Kamov Ka-50, Ka-52 et Mi-28, qui sont à peu près équivalents à l'AH-64D et au AH-1Z. Beaucoup d'observateurs à la fin des années 1990 relayent l'idée que cette arme, dans un contexte de mise en réseau, est indispensable aux armées modernes. Preuve en est que les hélicoptères d'attaque sont de plus en plus intégrés comme élément de soutien par la plupart des armées du monde. Cette doctrine est connue sous le nom de Network Centric Warfare dans les cercles militaires américains,.
Mais devant l'explosion du cout de ces machines et de leur entretien (10 228 dollars par heure de vol d'un AH-64D), et les leçons de l'invasion de l'Ukraine par la Russie qui a vu la perte de dizaines d'appareils russes, les armées des pays développés s’interroge sur le maintien d'hélicoptères d'attaque au milieu des années 2020. 
L'US Army par exemple discute cette date dissoudre plusieurs escadrons au profit de drones aériens « abordables » et « capables de submerger l’ennemi ». La France pense faire cohabité hélicoptères et drones de combat. Le Japon discute en 2023 lui de remplacer la totalité des hélicoptères par des drones dans les prochaines décennies.

## En action
L'AH-64 Apache a été largement utilisé pendant l’opération Tempête du désert avec un grand succès. Les Apache ont effectué les premiers tirs de l'offensive en détruisant des radars d'alerte rapide et de sites de SAM à l'aide de leurs missiles Hellfire. Ils ont ensuite été utilisés avec succès dans deux de leurs rôles opérationnels, dans l'attaque directe contre les blindés ennemis et comme artillerie aérienne pour l'appui des troupes au sol. Les attaques aux missiles antichar et au canon par les hélicoptères Apache, Cobra et Gazelle permirent de détruire de nombreux chars et véhicules de l’armée irakienne.
En 1999, pendant la guerre de Kargil, les forces armées indiennes constatèrent qu'il y avait un besoin en hélicoptères qui peuvent fonctionner à des conditions de haute altitude avec facilité. Les limites d'exploitation des hélicoptères d'attaque avec une charge utile élevée et une maniabilité limitée a mené l'Inde à l'élaboration du Light Combat Helicopter qui peut fonctionner dans les hautes altitudes. Cet hélicoptère sera utilisé par l'Indian Air Force et l'escadre aérienne de l'armée indienne.
Le rôle de l'hélicoptère de combat dans l'« attaque en profondeur », théorisée par les Soviétiques puis les Américains dès le début des années 1980 fut largement remis en question après l'échec, en 2003, d'un raid sur la ville irakienne de Kerbala au cours duquel les fragilités de la plateforme, lorsqu'elle ne dispose d'aucun appui terrestre, apparaissent au grand jour.
En avril 2011, les Gazelles de l'opération Licorne ont un rôle important lors la phase finale de la crise ivoirienne de 2010-2011.
Plus tard, la France et la Grande-Bretagne envoyèrent respectivement des hélicoptères d'attaque Tigre, Gazelle et AgustaWestland Apache à bord de porte-hélicoptères au large de la Libye. L'objectif principal de l'intervention militaire de 2011 en Libye était de protéger les civils, conformément à la résolution 1973 du Conseil de sécurité des Nations unies. Quelques jours après le déploiement de ceux-ci, ils commencèrent dans la nuit du 3 au 4 juin, dans le cadre de l'opération Harmattan pour la France, une variété de tâches telles que la destruction de chars, de checkpoints détenus par les forces pro-Kadhafi et de véhicules transportant des munitions.
En 2013, face à l'avancée des groupes djihadistes vers la capitale, Bamako, la France décide d'intervenir et déploie des hélicoptères Gazelle et Tigre pour fournir un appui-feu au sol et détruire les convois terroristes.
Pendant l'invasion russe de l'Ukraine, des hélicoptères d'attaque MI-24 Hind, MI-28 Havoc et KA-52 ont été largement utilisés par la Russie,.

## Modèles
Quelques modèles d'hélicoptères d'attaque et les modèles dérivés.
- Agusta A.129 Mangusta
  - TAI/AgustaWestland T-129
- Bell AH-1 Cobra
  - Bell AH-1 SuperCobra
  - Bell AH-1Z Viper
- Boeing AH-64 Apache
  - AgustaWestland Apache
- CAIC WZ-10
- Denel AH-2 Rooivalk
- Eurocopter EC665 Tigre
- HAL Light Combat Helicopter
- Kamov Ka-50/Ka-52
- Mil Mi-24
- Mil Mi-28

## Culture populaire

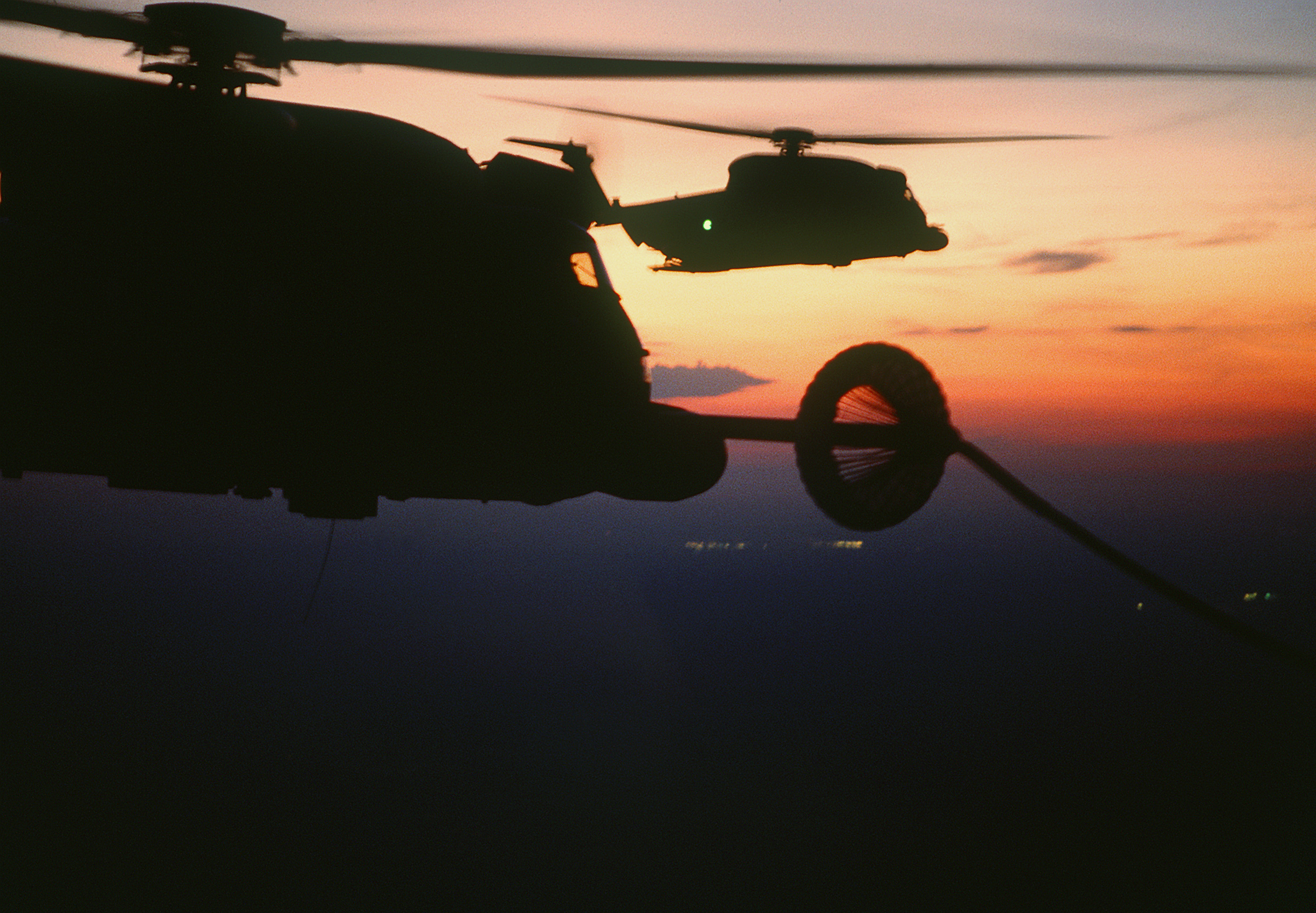
Un Sikorsky MH-53J Pave Low III du 20e Escadron d'opérations spéciales des États-Unis se fait ravitailler en vol.

L'hélicoptère d'attaque a une importance marquée dans l'imaginaire collectif et la culture populaire, symbole polyvalent, représentatif et récurrent d'aéronef de l'armée et, par extension, des interventions militaires (notamment pour les déploiement, transport et soutien tactique dans le cadre d'opérations spéciales).
En ce sens, il a une place prépondérante dans la plupart des œuvres de fiction contemporaines mettant en scène des conflits armés et/ou un contexte militaire, par rapport à d'autres types de véhicules militaires aux fonctions et utilités plus spécifiques.

### Personnages de fiction

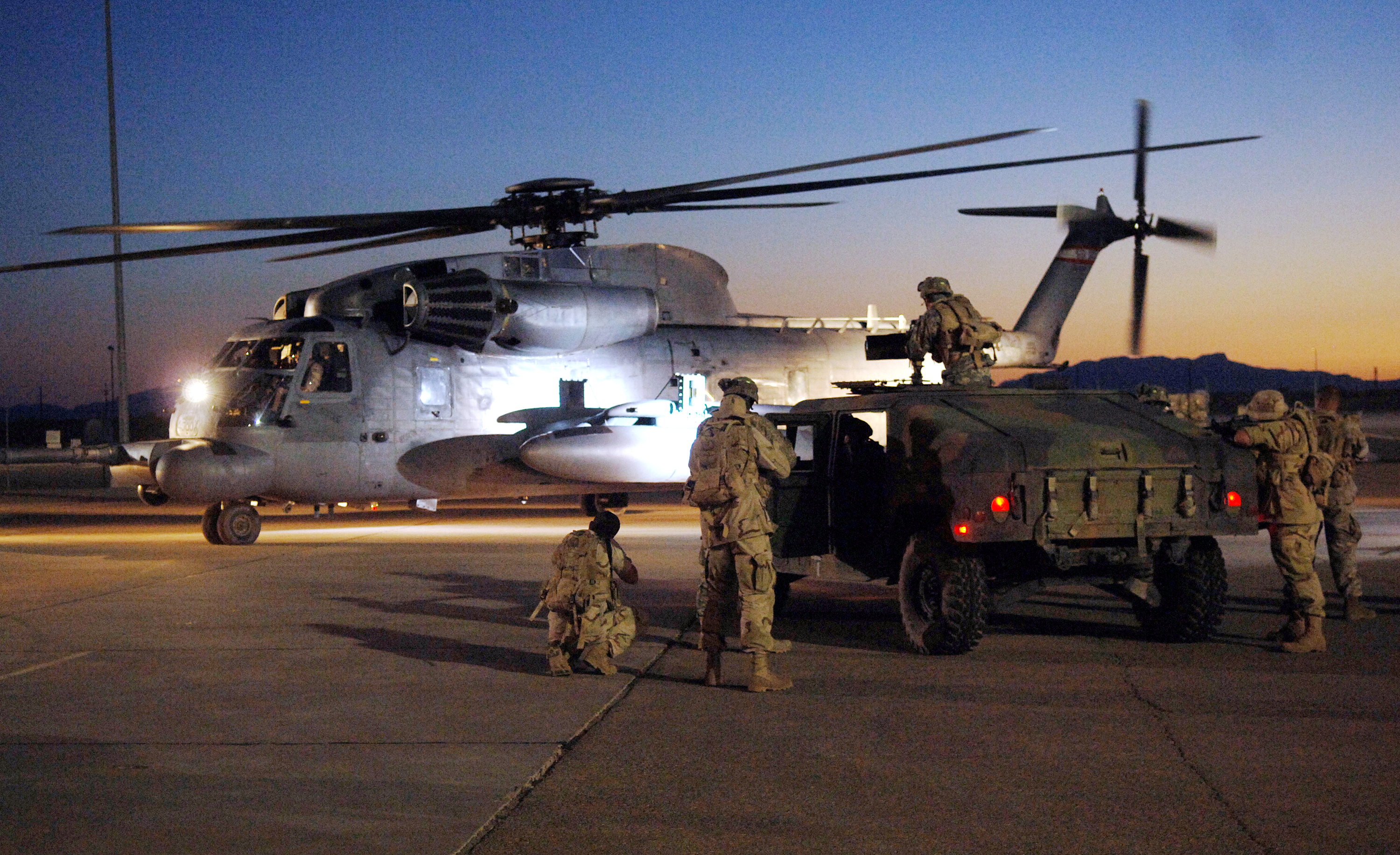
Le Decepticon Blackout transformé en hélicoptère de combat non identifié (en réalité un Sikorsky MH-53 Pave Low III), durant le tournage de Transformers.

- Dans l'univers de Transformers, franchise nippo-américaine de jouets mettant en avant les combats d'une espèce extra-terrestre de robots transformables, certains personnages peuvent se changer en hélicoptère d'attaque :
  - Blackout, en Sikorsky MH-53 Pave Low III dans le film de Michael Bay de 2007, Transformers ;
  - Grindor[13], en Sikorsky CH-53E Super Stallion dans le film de Michael Bay de 2009, Transformers 2 : La Revanche (Transformers: Revenge of the Fallen) ;
  - Drift, en Sikorsky S-97 Raider dans le film de Michael Bay de 2014, Transformers : L'Âge de l'extinction (Transformers: Age of Extinction) ;
  - Dropkick, en Bell AH-1 SuperCobra dans le film dérivé de Travis Knight de 2018, BumbleBee.
- la Gazelle du 160th SOAR (A) pilotée par Flynn sert de MacGuffin au groupe de survivants du film hispano-britannique 28 semaines plus tard (28 Weeks Later). À noter qu'une faute de raccord dans une scène du film change d'un plan à l'autre le modèle de l'hélicoptère (en un Écureuil puis redevenant une Gazelle).

### Littérature
- Mark Bowden (trad. de l'anglais par Jean Lefort), La chute du faucon noir [« Black Hawk Down: a story of modern war »], Paris, Plon, 2002, 404 p. (ISBN 2-259-19538-5) et ayant inspiré le film de 2001.
- Michael Durant et Steven Hartov (trad. de l'anglais par Jean-Robert Blanc), J'étais le pilote du Faucon noir [« The Night stalkers »], Levallois-Perret, Altipresse, 2012, 343 p. (ISBN 979-10-90465-10-7).

### Cinéma

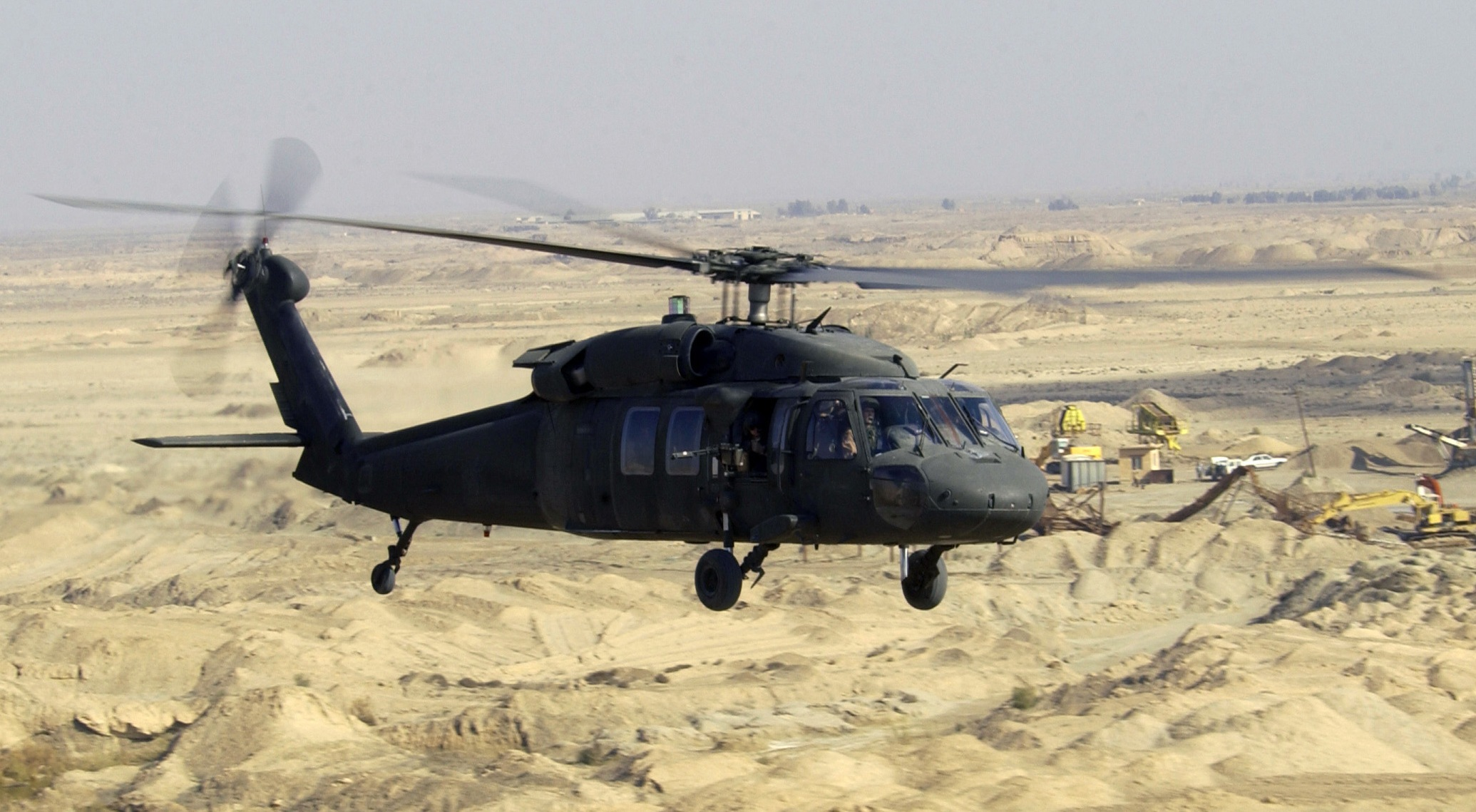
Un Sikorsky UH-60 Black Hawk (« faucon noir » en anglais), au cœur du film La Chute du faucon noir.

- Une scène emblématique du film Apocalypse Now (de 1979 et réalisé par Francis Ford Coppola), devenue culte et souvent reprise ou parodiée, montre en pleine guerre du Viêt Nam un vol d'hélicoptères de l'armée américaine accompagné par la chevauchée des Walkyries (Walkürenritt ou Ritt der Walküren) de Richard Wagner ;
- Tonnerre de feu (Blue Thunder), film américain de 1983 réalisé par John Badham et mettant en vedette un prototype d'hélicoptère du même nom ;
- La Chute du faucon noir (Black Hawk Down), film américano-britannique de 2001 réalisé par Ridley Scott et adapté du livre de Mark Bowden, dont l'intrigue principale tourne autour de deux hélicoptères de transport UH-60 Black Hawk de l'armée américaine abattus durant les combats de Mogadiscio des 3 et 4 octobre 1993 ;
- Nous étions soldats (We Were Soldiers), film américano-allemand de 2002 réalisé par Randall Wallace et adapté du livre We Were Soldiers Once… And Young (en) de Joseph L. Galloway (un journaliste directement témoin des évènements), illustrant à la suite de la guerre d'Indochine une nouvelle tactique d'époque, le déploiement et l'évacuation continus de troupes militaires par rotation d'hélicoptères (dont l'un des personnages principaux fait partie des pilotes).

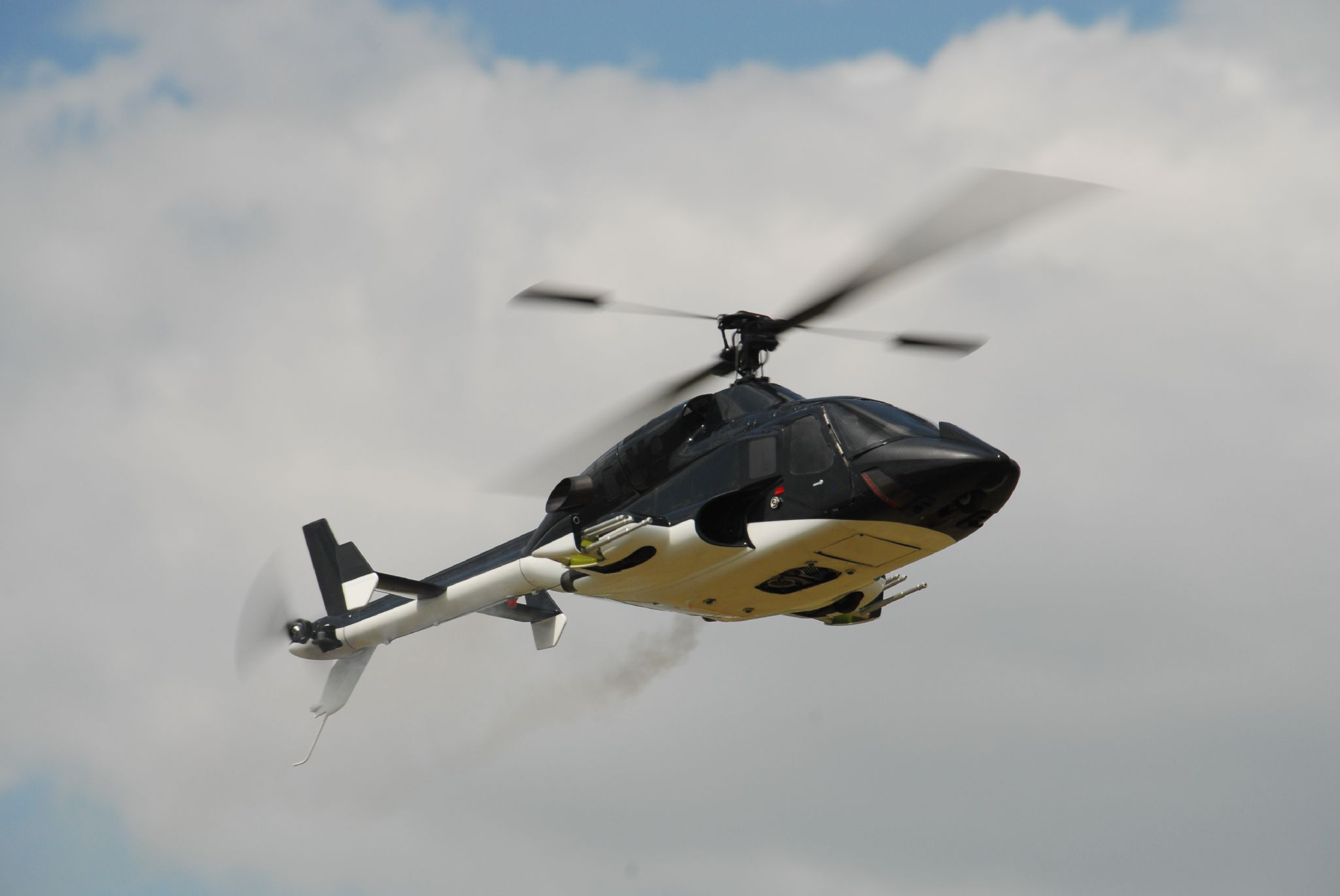
Modèle réduit de Supercopter.

### Télévision
- Tonnerre de feu (Blue Thunder) est une série télévisée américaine de 1984 adaptée du film homonyme ;
- Supercopter (Airwolf) est une série télévisée américaine populaire des années 1980 mettant en vedette un prototype d'hélicoptère militaire du même nom, ainsi que son pilote.

### Jeux vidéo
- Dans l'univers de la série de jeux vidéo Grand Theft Auto, le Hunter est un hélicoptère de combat (pilotable dans certains jeux) qui est inspiré du Boeing AH-64 Apache ;
- dans War-Thunder, des dizaines de modèles d'hélicoptères de combats soviétiques, américaines, japonais et chinois sont jouables.

### Attack Helicopter Gender
La figure de l'hélicoptère d'attaque est un mème régulièrement utilisé sur Internet et détourné comme représentation d'un genre parodique servant pour ceux qui s'en revendiquent, à dénoncer, mettre en évidence ou rire des dérives, abus et contradictions communautaires liés à l'identité de genre ainsi qu'à la notion de justice sociale (notamment par la phrase « I Sexually Identify as an Attack Helicopter » — « Je m'identifie sexuellement comme un hélicoptère d'attaque » en anglais — tirée d'un texte datant du 17 mars 2014, dans lequel l'auteur décrit son rêve d'en devenir un).
Selon certains, il serait désormais également employé à des fins « transphobes » et « embyphobes »,,,,,[non neutre].
Cette phrase a été reprise comme titre d'une nouvelle de science-fiction militaire, I Sexually Identify as an Attack Helicopter, avec l'intention selon son auteur de parodier le mème mais cependant mal reçue, ce qui serait interprété comme un exemple de « culture de la dénonciation » et de ses dérives[non neutre].